# Jumeirah

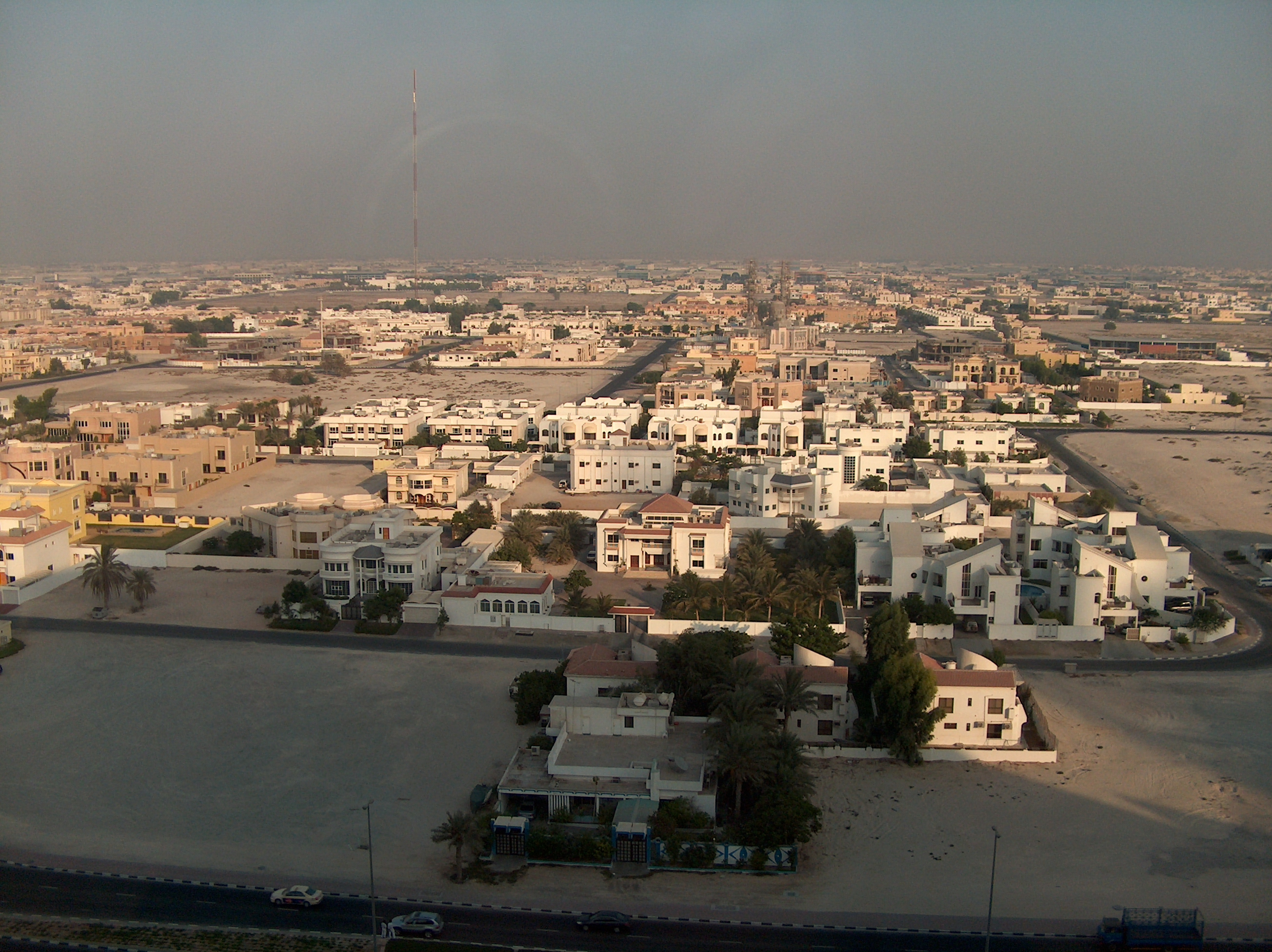
Jumeirah

Jumeirah é uma área residencial no litoral de Dubai, nos Emirados Árabes Unidos, que abrange principalmente os pequenos edifícios residenciais. Tem simultaneamente imóveis baratos e muito caros, assim como uma variedade de estilos arquitetônicos. A área é muito popular para os trabalhadores expatriados ocidentais, por isso é muito familiar para turistas em Dubai.
Historicamente, os árabes que vivem na área de Jumeirah são pescadores, caçadores de pérolas e comerciantes. Nos tempos modernos (1960 ao presente), Jumeirah foi o principal local para expatriados ocidentais, pela grande expansão do Emirado desde 1995, num desenvolvimento residencial em Dubai.

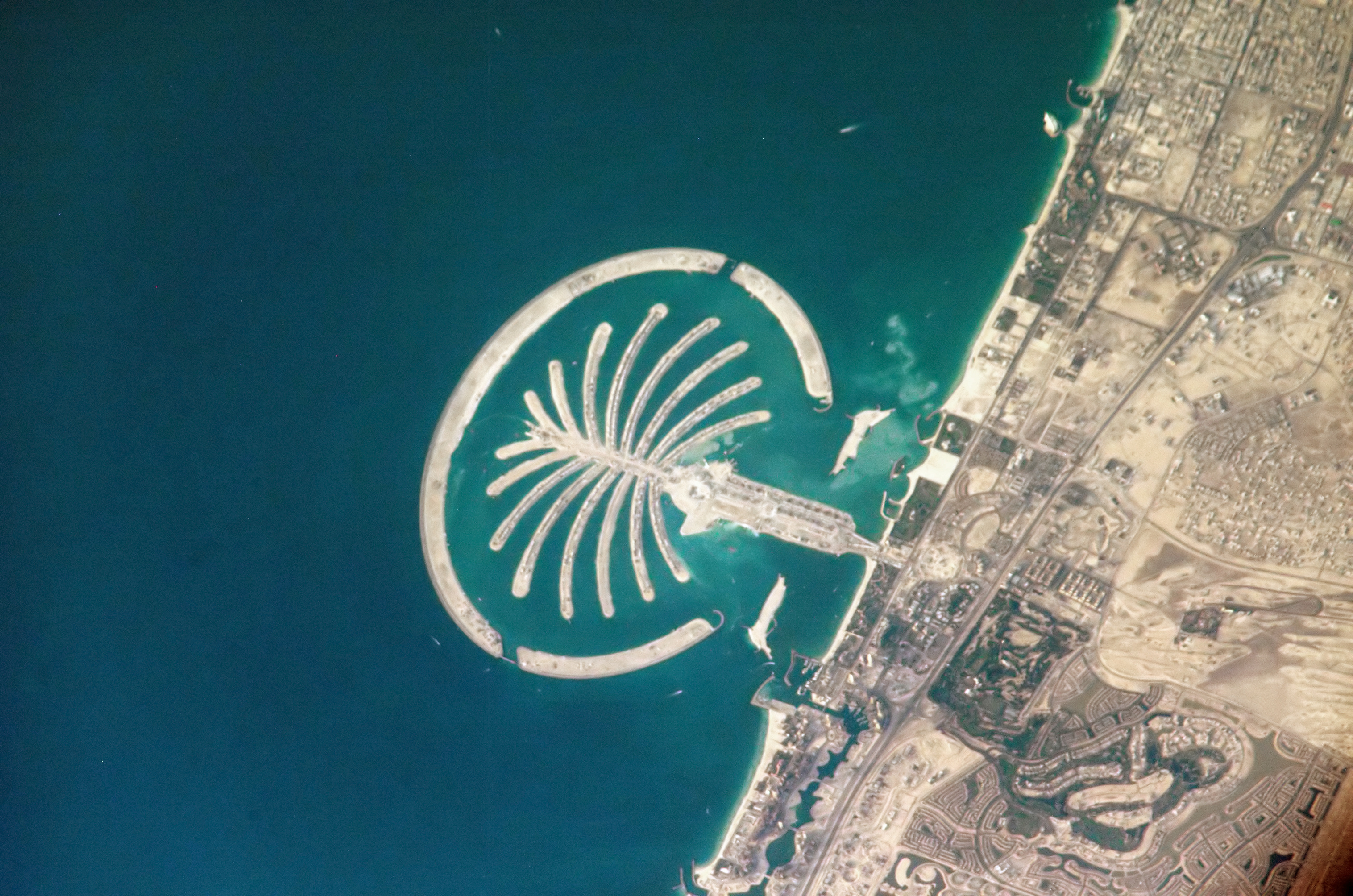
Palmeira Jumeirah

Jumeirah é uma das áreas mais exclusivas de Dubai e isso acabou por transformar o nome "Jumeirah" em uma marca que significa "exclusividade" (por exemplo, "Jumeirah Beach Hotel" e "Jumeirah Beach Club"). A família real chama sua luxuosa franquia de hotéis de "Jumeirah" (agora "Jumeirah International").A Jumeirah Internatinoal também é dona do Burj Al Arab que se situa praticamente em Jumeirah.A Palmeira Jumeirah também se situa no local.